# The Cancer Genome Atlas
TCGA, acronimo di The Cancer Genome Atlas, è un progetto atto a creare un catalogo delle mutazioni genetiche responsabili del cancro.
Nel 2006 il National Cancer Institute ed il National Human Genome Research Institute statunitensi hanno scelto le persone ed i laboratori che parteciperanno a questo grande progetto di ricerca scientifica.
Nei prossimi anni saranno esaminati tre tipi di cancro: il glioblastoma, il cancro polmonare ed il cancro ovarico.